# Niels Strøbek
Niels Strøbek (født 14. oktober 1944) er en dansk kunstmaler, der har bl.a. malet meget naturtro landskabsbilleder, portrætter og andre opstillinger i den genre, der kaldes superrealisme. Strøbeks maleteknik er meget inspireret af 1600 tallets trompe-l’œil. Er bl.a. kendt for sine portrætter af Dronning Margrethe II.
Strøbek blev uddannet fra Kunstakademiet i 1962 – 1967 under Egill Jacobsen.
.
.
I hans tidlige karriere var portrætterne mest bestilte, men senere har modellerne været anonyme. Hans malerier er udstillet på mange danske kunstmuseer, bl.a. Randers Kunstmuseum, Storstrøms Kunstmuseum og Ny Carlsberg Glyptotek. Et af hans malerier er Brødkurv (1980).